# Majesty (motocicleta)
Majesty va ser la marca comercial de les motocicletes de trial que produïren artesanalment entre el 1978 i el 1984 a Buxton (Derbyshire) el pilot de trial Mick Andrews i John Edouard Shirt. El nom de la marca -que casualment vol dir "Majestat" en anglès- era l'acrònim de les inicials dels dos socis (Mick Andrews i John Edouard Shirt) més l'afegitó TY, ja que les seves motocicletes eren versions millorades de les Yamaha TY estàndard de trial.

## Història
El 1973, Yamaha va llançar el seu primer model de trial, la Yamaha TY 250, una moto que havia començat a desenvolupar el francès Christian Rayer el 1971. L'any del llançament de la TY, Yamaha va fitxar el doble campió d'Europa Mick Andrews, aleshores oficial d'OSSA, i només un any després l'anglès va guanyar amb la Yamaha els Sis Dies d'Escòcia de Trial. Fou la quarta victòria d'Andrews a la prova (després de tres seguides amb OSSA fins al 1972) i la primera d'una moto japonesa.
El 1978, Mick Andrews va decidir associar-se amb el seu amic John Edouard Shirt, un antic venedor de motocicletes Yamaha de trial, per a comercialitzar versions especials dels models TY 175 i TY 250 de la marca japonesa. Un cop obtingut el permís de la companyia, ambdós van iniciar l'activitat productiva al taller que Shirt tenia a Stable Lane (Buxton). Les primeres Majesty es van exposar a començaments de 1979 a l'estand de l'importador de Yamaha al Regne Unit, Mitsui, durant el Racing and Sporting Show de Londres.

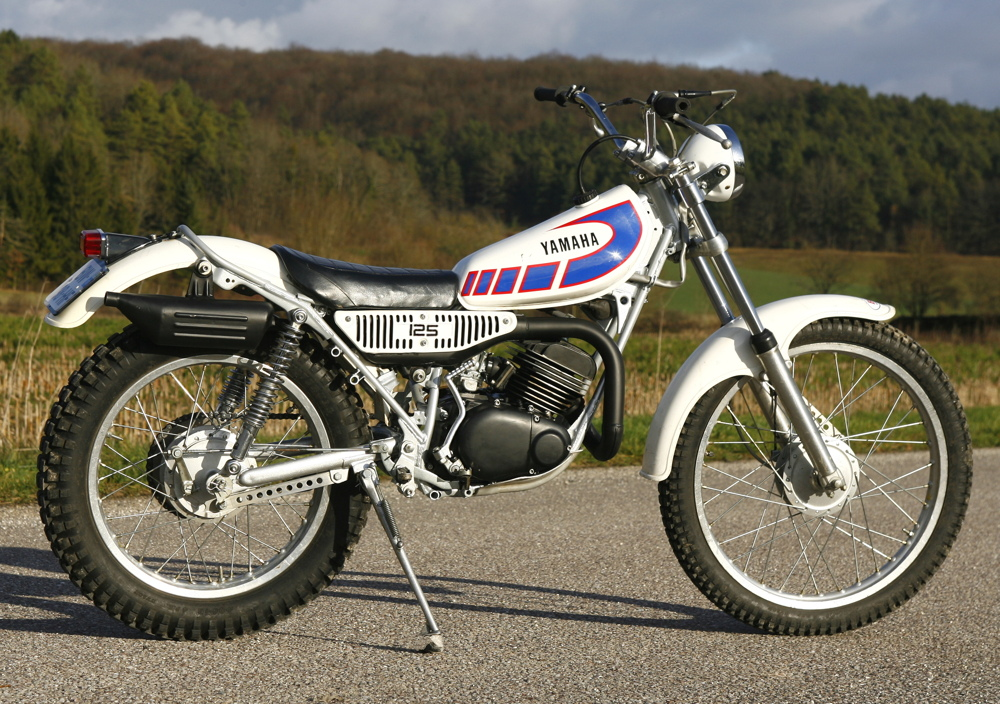
Una Yamaha TY 125 estàndard de 1977. Les Majesty diferien notablement d'aquests models originals

Les modificacions principals que incorporaven les Majesty, ideades pels dos socis i provades per Mick Andrews, afectaven bàsicament els bastidors i l'estètica de les TY estàndard, però també el motor i la part cicle en general. A grans trets, les Majesty es distingien de les TY pel seu bastidor, més lleuger, amb més alçada sobre el terra i amb un selló més baix, els motors i les suspensions millorats i el seu característic dipòsit de combustible en forma de taüt. Uns acabats estètics amb colors distintius (sovint, en groc integral), acabaven de donar un aire de peça única a la moto. A partir de 1980, els bastidors de les Majesty els fabricà Don Godden, un antic pilot de grasstrack i speedway de Blackburn que havia fundat feia anys una empresa d'enginyeria des d'on dissenyava i fabricava reeixits bastidors i motors de motocicleta.
Majesty va produir nombroses versions de Yamaha TY en diverses cilindrades (125, 175, 200, 250, i 320 cc), tant en versió de bastidor llarg com curt (aquest darrer, emprat a les Mini Majesty 100 i 125). Les Majesty eren unes motocicletes cares i elitistes, ja que a banda dels bastidors artesanals i els nombrosos components d'alta qualitat que s'hi incorporaven, es muntaven a mà una a una (els artífexs eren Shirt i l'operari i pilot Stephen "Sam" Brownlee). A causa d'aquest funcionament, la producció total de l'empresa va ser modesta: en una entrevista del 2014, Mick Andrews la quantificà en unes 700 unitats.
Amb l'arribada de la Yamaha TY Monoshock el 1984, un model altament competitiu que havia desenvolupat el 1983 al Japó Nigel Birkett (i que incorporava moltes de les idees de Shirt i Andrews, especialment la innovadora suspensió posterior), Majesty va abandonar el projecte i va acabar cessant la seva activitat.

## Versions
La primera generació de Yamaha Majesty, vigent fins al 1979, incorporava millores al motor i transmissió (cilindre, tapes del càrter, bomba d'oli, caixa de canvis i plat d'engranatge posterior), bastidor original Yamaha modificat i pintat de groc, amortidors posteriors Girling de gas reubicats, forquilles anteriors modificades, nou parafangs anterior, manillar Renthal, dipòsit redissenyat (amb la clàssica forma de taüt pròpia de la marca), pneumàtics Pirelli de trial i millores en la cadena de transmissió.
Tot i ser unes TY força millorades, les primeres Majesty no eren ben bé models destinats a la competició de nivell màxim, sinó que es fabricaven per a usuaris amateurs. Més tard, l'empresa va decidir de produir models més professionals, amb més distància al terra, millores als amortidors i altres canvis substancials. Per tal d'acabar d'aconseguir un producte plenament competitiu, Shirt i Andrews decidiren d'encarregar-li un nou bastidor a Godden, donant lloc així a la segona generació de Majesty, que es va llançar el 1980. El 1981, Majesty fitxà els germans Norman i Rob Shepherd per a pilotar-les al campionat britànic i a les principals proves de trial del Regne Unit. L'equip de competició de la marca es completava amb Ady Morrison, Alan Sugar i Sam Brownlee.
El 1982 va aparèixer la tercera generació de Majesty, també amb bastidors Godden però aquest cop amb la corba del darrere (on s'ancora el parafang) tallada. Aquestes darreres Majesty feien ús del color vermell en comptes del groc d'abans, per tal d'adaptar els models als nous colors corporatius de Yamaha, vermell i blanc.